# Peter Geroč
Peter Geroč (* 27. ledna 1964) je bývalý slovenský fotbalista, záložník.

## Fotbalová kariéra
V československé lize hrál za Tatran Prešov. Nastoupil ve 6 ligových utkáních. Ve druhé nejvyšší soutěži hrál za Zemplín Vihorlat Michalovce.

## Ligová bilance
| Ročník                                      | Zápasy | Góly | Klub                        |
| ------------------------------------------- | ------ | ---- | --------------------------- |
| 1. slovenská národní fotbalová liga 1983/84 | 20     | 3    | Zemplín Vihorlat Michalovce |
| 1. slovenská národní fotbalová liga 1984/85 | 27     | 5    | Zemplín Vihorlat Michalovce |
| 1. slovenská národní fotbalová liga 1985/86 | 29     | 2    | Zemplín Vihorlat Michalovce |
| 1. slovenská národní fotbalová liga 1987/88 | 30     | 4    | Zemplín Vihorlat Michalovce |
| 1. slovenská národní fotbalová liga 1988/89 | 30     | 11   | Zemplín Vihorlat Michalovce |
| 1. československá fotbalová liga 1990/91    | 6      | 0    | Tatran Prešov               |
| CELKEM 1. liga                              | 6      | 0    |                             |